# パット・ギリック
ローレンス・パトリック・デビッド・ギリック（Lawrence Patrick "Pat" David Gillick , 1937年8月22日 - ）は、アメリカ合衆国カリフォルニア州チコ出身の元プロ野球選手（投手）、元ゼネラルマネージャー。左投げ左打ち。
敏腕ゼネラルマネージャーとして1992年と1993年にトロント・ブルージェイズで、2008年にはフィラデルフィア・フィリーズで計3度のワールドシリーズ制覇を実現させ、2011年にアメリカ野球殿堂入りを果たした。

## 経歴
南カリフォルニア大学に在学、1958年のカレッジ・ワールドシリーズで活躍して優勝に貢献した。
大学卒業後はボルチモア・オリオールズとピッツバーグ・パイレーツ傘下AAA級のマイナーリーグチームで1959年から1963年まで5シーズンプレー。MLBには一度も昇格することが出来ずに現役を引退した。
現役引退後はヒューストン・アストロズで営業部門のキャリアを開始した。アストロズでは最終的にスカウト部長にまで昇進した。1974年にニューヨーク・ヤンキースへ移籍して選手育成部門スタッフとなる。
1976年にトロント・ブルージェイズへ移籍、人事副部長に就任した。1977年にゼネラルマネージャー（GM）補佐、1978年にGMに就任した。ブルージェイズは拡張球団であったにもかかわらず、球団創立8年目の1985年に初の地区優勝を飾った。先陣を切ってドミニカ共和国に球団直属のアカデミーを設立、契約を交わしたドミニカ人の若者が多くがレギュラーになるまでに成長した。1989年と1991年にもブルージェイズは地区優勝。そして1992年と1993年に2年連続のワールドシリーズ制覇を達成した。1994年に球団との対立からGMを退任すると、ブルージェイズは高年俸の主力選手を相次いで放出し、2006年まで一度も地区2位以内に入ることが出来ない低迷期に入った。
1996年から1998年まで3年契約でボルチモア・オリオールズのGMを務め、ブルージェイズからロベルト・アロマーを補強するなどして、オリオールズは1996年と1997年に2年連続でプレーオフに進出した。
2000年にシアトル・マリナーズのGMに就任。2000年と翌2001年にマリナーズはプレーオフに進出した。2001年のシーズン116勝は1906年のシカゴ・カブスと並び、MLBの歴代最多記録となっている。ケン・グリフィー・ジュニアやアレックス・ロドリゲスをフリーエージェント（FA）で放出する一方で、イチロー、ブレット・ブーンらを獲得した。2003年にGMを退任すると、マリナーズは投打の主力選手の成績が落ち込み、翌2004年から3年連続で地区最下位に沈んだ。
2005年にフィラデルフィア・フィリーズのGMに就任。若手の育成に励み、フィリーズは2007年にプレーオフに進出、2008年にはワールドシリーズ制覇を達成。同年にGMを退任した。
卓越した先見性と決断力が評価され、1997年にカナダ野球殿堂入りを果たしている。2011年7月24日にはベテランズ委員会の選考により、アメリカ野球殿堂入りを果たした。